# Fontaine Bartholdi

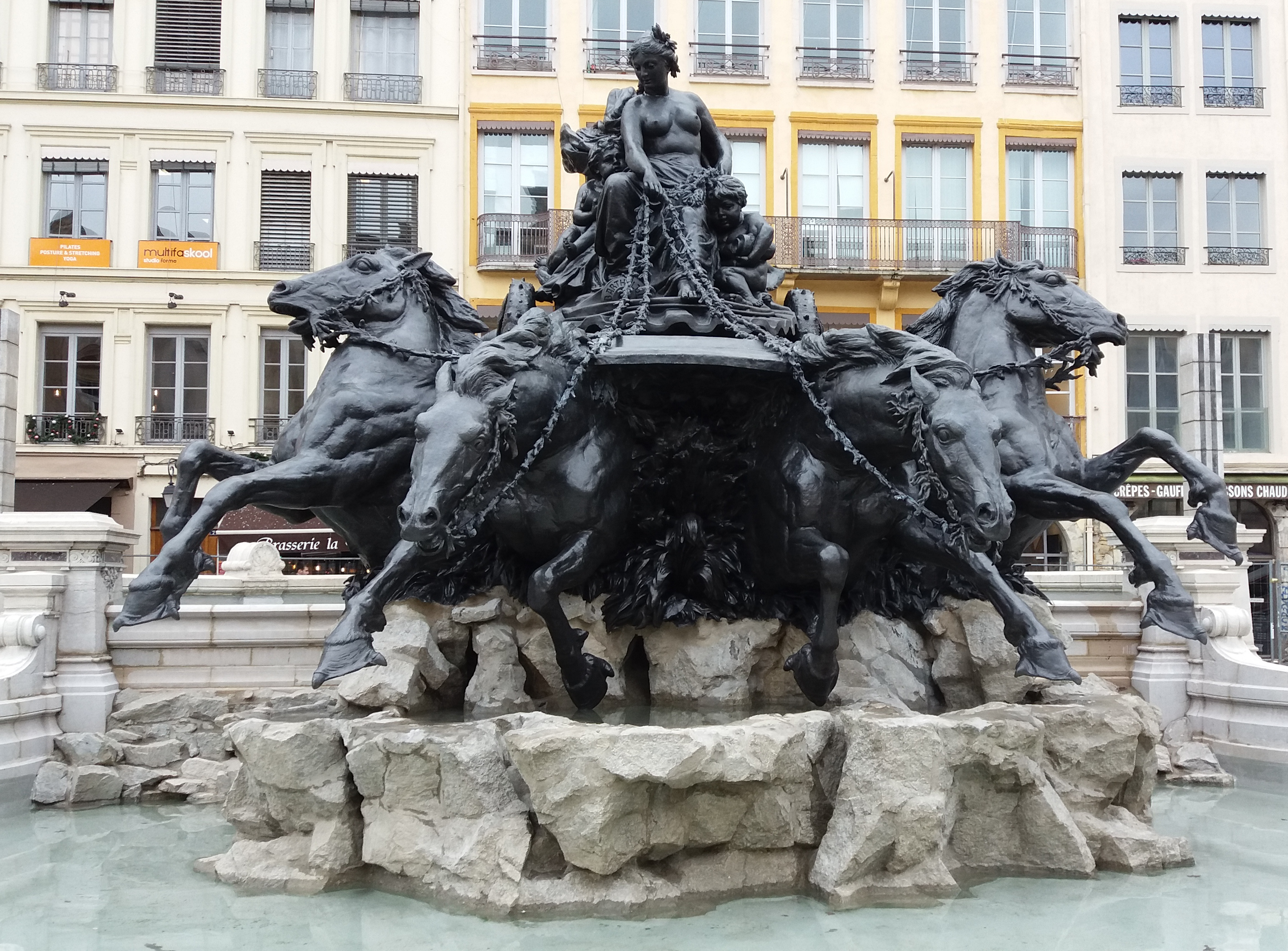
Gesamtansicht der Figurengruppe nach der Restaurierung (2017).

Die Fontaine Bartholdi befindet sich auf der Place des Terreaux im Zentrum von Lyon. Sie wurde 1892 vom Bildhauer Frédéric-Auguste Bartholdi entworfen. Der ursprüngliche Name lautet Char triomphal de la Garonne (deutsch Triumphwagen der Garonne).

## Geschichte

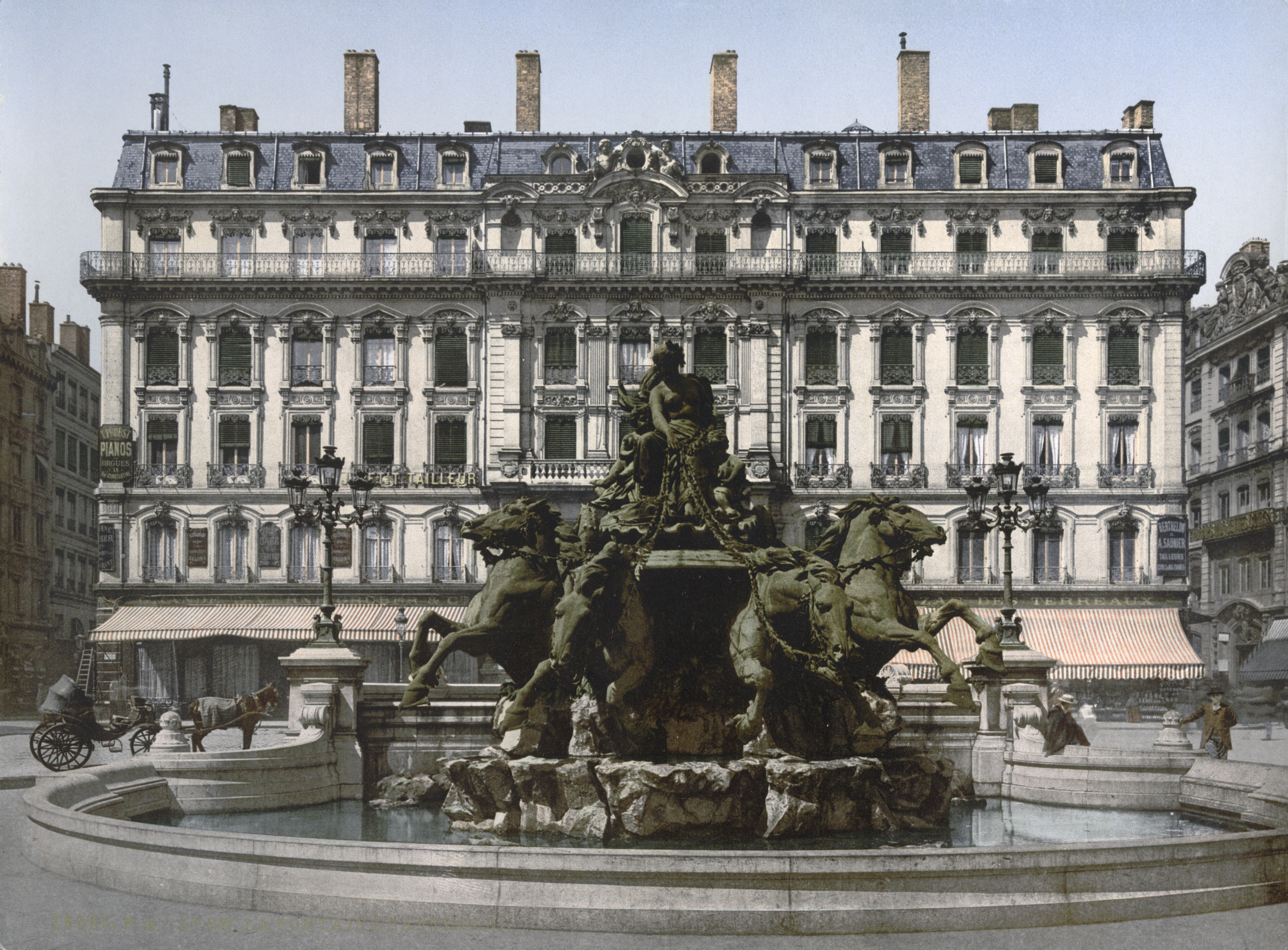
Historische Aufnahme am ursprünglichen Standort.

Die Ursprünge des Brunnens liegen in der Stadt Bordeaux. Diese beschloss 1857 einen Brunnen für die Place des Quinconces an der Garonne in Auftrag zu geben. Die Ausschreibung gewann der Beitrag Char triomphal de la Garonne des erst 23-jährigen elsässischen Bildhauers Frédéric Bartholdi, der sich an Jean-Baptiste Tubys Apollobrunnen im Garten von Versailles orientiert. Jedoch verfolgte der Stadtrat das Projekt nicht weiter.
Erst 1866, mit der Einweihung der ebenfalls von Bartholdi stammende Freiheitsstatue in New York, wurde der Stadtrat wieder auf das Projekt aufmerksam. Es dauerte weitere 22 Jahre, bis die Skulptur fertiggestellt war. Auf der Weltausstellung in Paris 1889 wurde sie schließlich der Öffentlichkeit präsentiert. Die Stadt Bordeaux empfand das Werk nunmehr als zu teuer. Stattdessen erwarb die Stadt Lyon Bartholdis Brunnen für 100.000 Francs.
Mehrere mögliche Standort standen zur Debatte, u. a. der Parc de la Tête d’Or. Bartholdi stimmte schließlich der Place des Terraux zu, an dessen Westseite der Brunnen gegenüber dem Rathaus von Lyon am 22. September 1892, dem 100. Jahrestag der Gründung der Ersten Republik, eingeweiht wurde.
1992 wurde der Platz im Rahmen des Baus einer Tiefgarage umgestaltet und der Brunnen mittig an dessen Nordseite gegenüber dem Musée des Beaux-Arts versetzt. Am 29. September 1995 wurde der Brunnen zu einem Monument historique erklärt.
Aufgrund seines schlechten Zustandes wurde er 2016 komplett abgebaut. Das Gerüst war verrostet und die Figuren rissig und verformt. Die Restaurierung kostete über 2.500.000,00 €. Im Oktober 2017 war der Brunnen mit der Anbringung des Kopfes von Amphitrite wieder vollständig und wurde am 22. März 2018 neu eingeweiht.

## Gestaltung

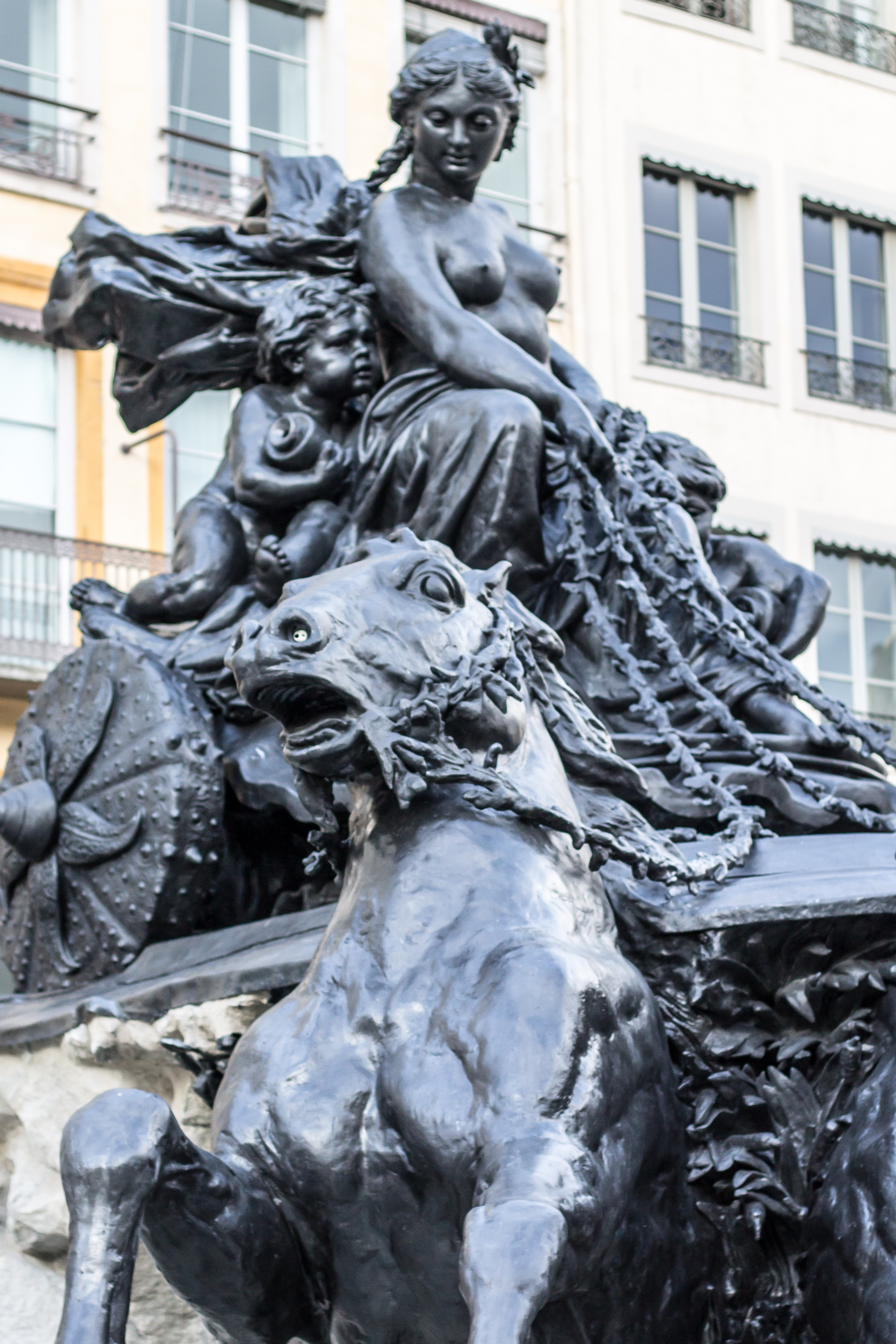
Amphitrite auf dem Wagen. Man erkennt die Zusammensetzung der Räder.

Auf dem namensgebenden Triumphwagen sitzt die Meeresgöttin Amphitrite mit zwei Amphoren haltenden Kindern. Sie stand einst für den Fluss Garonne, die vier Hippokampen für die vier Hauptnebenflüsse der Garonne, in dessen Nähe er ursprünglich entstehen sollte. Nachdem Lyon den Brunnen erworben hatte, kam es zu einer Umdeutung: aus Amphitrite wurde Marianne, die Pferde standen nun für die vier großen Flüsse Frankreichs.
Der Wagen setzt sich aus Wasserlebewesen zusammen: der Boden und die Rückenlehne bestehen aus großen Muscheln; die beiden Räder des Wagens sind eine Kombination aus Seeigelskeletten, Seesternen und Schneckenhäusern. Die Zügel bestehen aus Wasserpflanzen. Die Pferde springen aus dem mit Wasserpflanzen überwucherten felsenartigen Sockel. Die Figurengruppe ist 4,85 m hoch.
Das marmorne Becken hat einen Durchmesser von 15 m und ist zweigeteilt. Wasser fließt aus einem rückwärtigen erhöhten Teil seitlich dem Skulpturensockel in den größeren, tieferliegenden. Außerdem tritt aus den Amphoren der Kinder sowie einer dritten Amphore mit dem Namen des Bildhauers unterhalb des Wagens Wasser aus, das um die Pferde auf den felsigen Sockel fließt. Die Nüstern der Pferde versprühen feinen Wasserstaub.

## Sonstiges
In Bordeaux errichtete man anstelle des Brunnens das weitaus größere Monument aux Girondins von Alphonse Dumilatre, das aus einer Triumphsäule und zwei Brunnen besteht, die jenem von Bartholdi sehr ähnlich sind.